# リューココリーネ
リューココリーネ（学：Leucocoryne）はヒガンバナ科に含まれる属、もしくはリューココリーネ属に含まれる植物の総称。レウココリネ、レウココリーネとも呼ばれる。

## 特徴
チリ東部のアンデス山脈原産の球根植物で、花には強い芳香がある。この芳香は丁子や桜餅、バニラなどに例えられる。花色は白、黄色、紫などがあり、切り花として多く流通する。最も流通している品種はプルプレア種と、コキシペンセス種である。花言葉は、『暖かい心』『貴婦人』『慎重な愛』『信じる心』がある。

## 栽培方法
球根を植えて栽培する際は、開花すると自重に耐えられず、花茎が折れてしまう可能性がある為、支柱を立てる必要がある。また、耐寒性は乏しいため、冬真は凍ってしまわない様にする必要がある。夏には地上部は枯れて、球根状態で休眠して夏を越す。加湿にも弱いため、植え付ける際には水はけの良く、有機質に富んだ肥沃な土壌に植え付けると良い。植える深さは、2～3cmほどの深さに植えると良い。耐病性には優れる為、病気に罹患する事はほとんど無い。以上の事から栽培難易度は比較的簡単と言える。

## 名称について
名前の由来はギリシャ語で「Leukos／レウコス」＋「Kotyne／コティーネ」の合成語である。和訳すると「白い棍棒」となる。これは、仮雄蕊が白く目立つ事が由来だとされる。

## 種
ここでは有名な種を掲載する。出典元はこちら。
- リューココリーネ・アリアセア

　（Leucocoryne alliacea）
- リューココリーネ・イキシオイデス

　（Leucocoryne ixioides）
- リューココリーネ・ビオラスセンス

　(Leucocoryne violacescens）
- リューココリーネ・ヴィッタータ

　（Leucocoryne vittata）
- リューココリーネ・ギリエシオイデス

　（Leucocoryne gilliesioides）
- リューココリーネ・コクインベンシス

　（Leucocoryne coquimbensis）
- リューココリーネ・プルプレア

　（Leucocoryne purpurea）
- リューココリーネ・レウコギナ

　（Leucocoryne leucogyna）

## ギャラリー

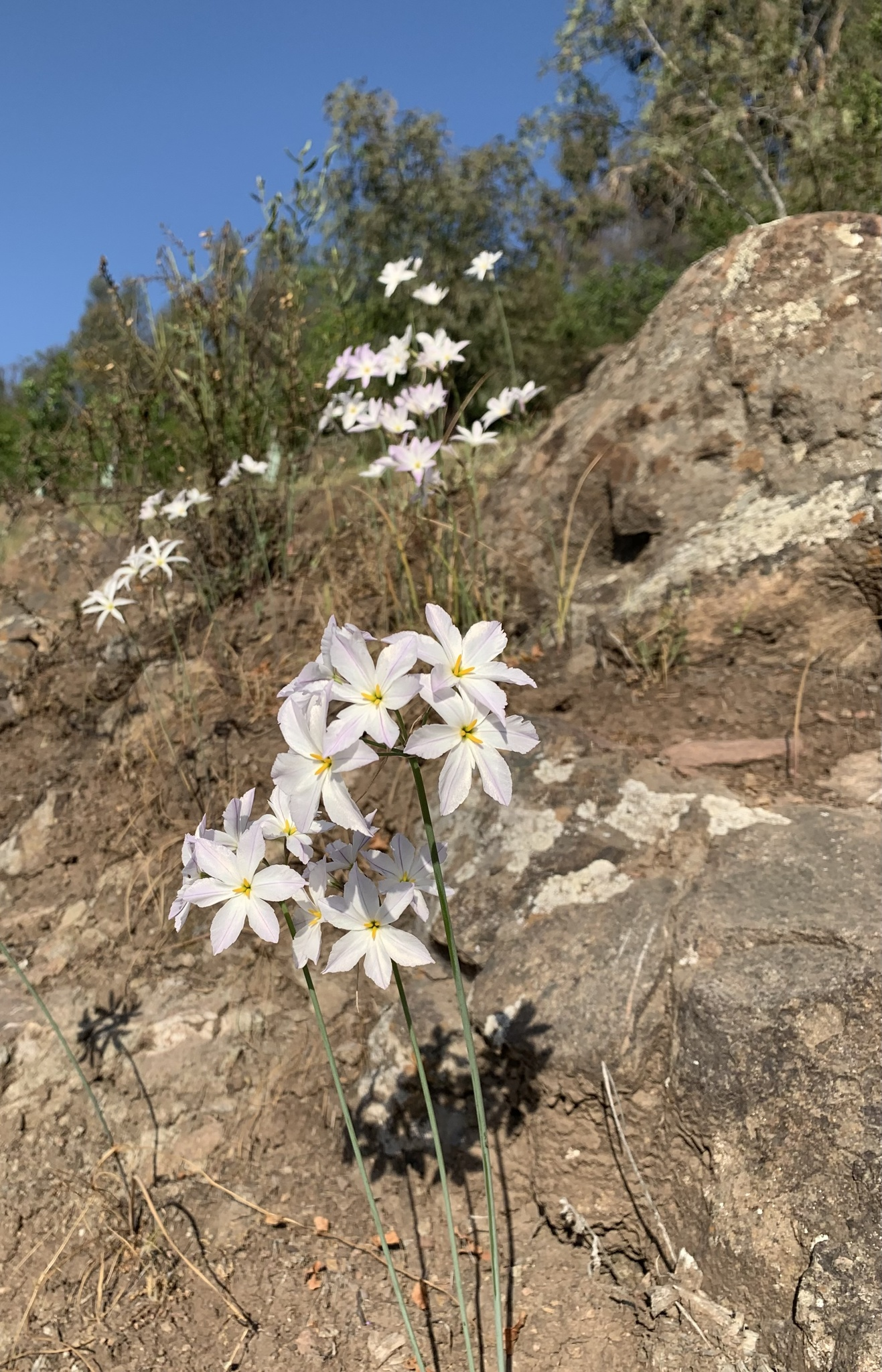
イクシオイデス種
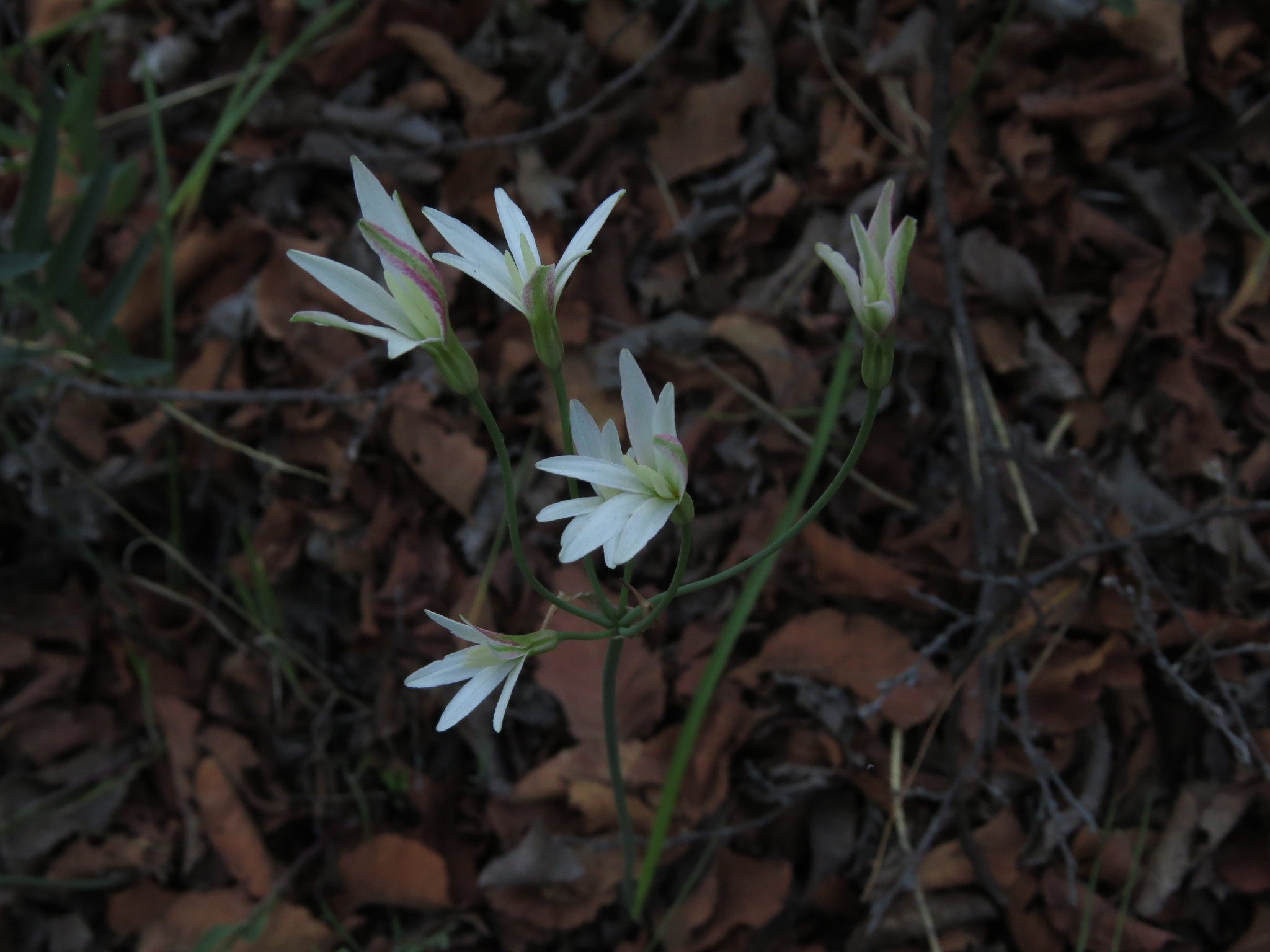
アリアセア種
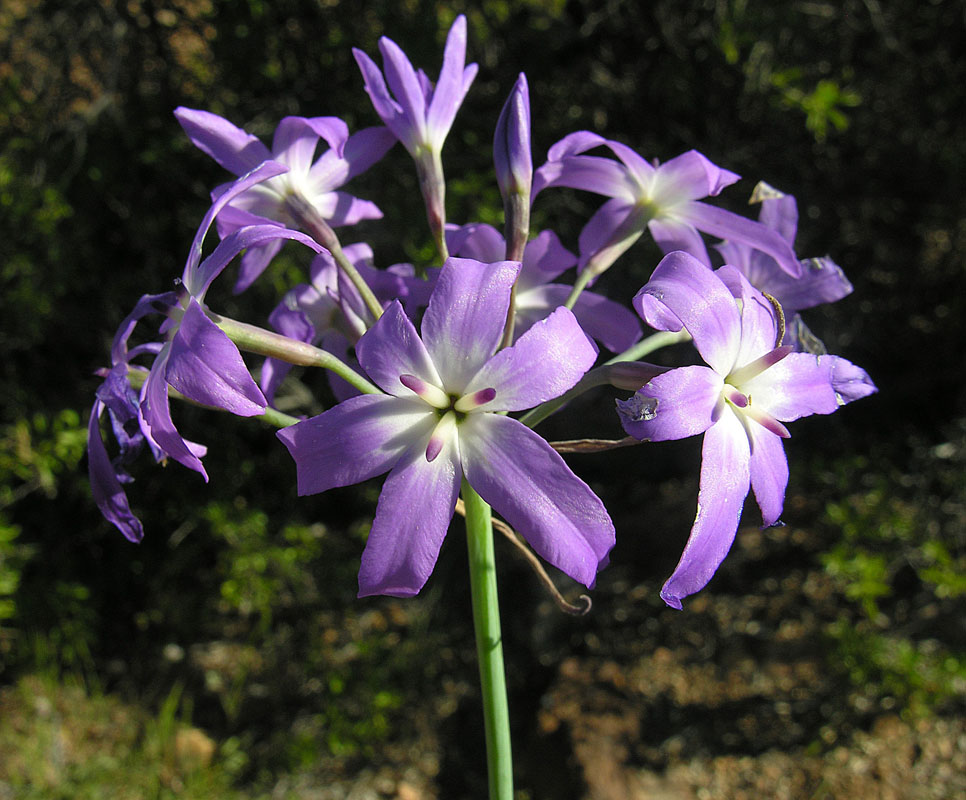
ビオラスセンス種